# Scelotrichia hexalocha
Scelotrichia hexalocha är en nattsländeart som beskrevs av Wolfram Mey 1998. Scelotrichia hexalocha ingår i släktet Scelotrichia och familjen smånattsländor. Inga underarter finns listade i Catalogue of Life.